# Sigurd Holter
Sigurd Holter (Halden, 19 novembre 1886 – Oslo, 1º agosto 1963) è stato un velista norvegese, vincitore della medaglia d'oro nella classe 10 metri (regole 1907) a Anversa 1920 a bordo dell'imbarcazione Eleda.

## Palmarès
- Giochi olimpici

Anversa 1920: oro nella classe 10 metri (regole 1907).